# UZIX
UZIX  è un'implementazione di Unix per MSX e si basa sul sistema operativo UZI scritto da Douglas Braun.
Il progetto attualmente è ospitato da SourceForge.

## Caratteristiche
UZIX implementa quasi tutte le funzionalità della 7th Edition di UNIX. 
Mentre la prima versione era pensata per girare su MSX1/2/2+/TR la seconda versione richiede un MSX2/2+/TR. 
I sorgenti sono scritti in C, e compilati grazie al Turbo C (PC) o all'Hitech C (MSX). Il codice di UZIX non contiene parti proprietarie di AT&T e quindi non è soggetto ad alcun copyright.
Il numero dei processi è limitato dallo spazio di swap disponibile, con un massimo di 31 per UZIX 1.0 e 252 per UZIX 2.0.

## Versioni

### UZIX 1.0
È la prima versione di UZIX portata su piattaforme MS-DOS e MSX da Archi Schekochikhin e Adriano Rodrigues da Cunha. 
Mentre la versione per MS-DOS non è mai andata oltre la beta; la versione per MSX è arrivata a una versione stabile di produzione.

### UZIX 2.0
Seconda e più matura versione del sistema operativo comprende un kernel più grande, comprendente un maggior numero di funzioni, e un maggior spazio per le applicazioni. 
Anche UZIX 2.0 è sviluppato e seguito da Adriano Cunha e deve molti dei suoi sviluppi a Archi Schekochikhin.